# النفخة الكدابة (فلم)
النفخة الكدابة هو فيلم مصري تم إنتاجه عام 1946، تأليف أحمد بدرخان ومحمد علي ناصف، وإخراج أحمد بدرخان  و بطولة حسن فايق وماري منيب.

## فريق العمل
إخراج: أحمد بدرخان
تأليف:
- أحمد بدرخان
- محمد علي ناصف

بطولة:
- حسن فايق
- ماري منيب
- زوزو ماضي
- إستفان روستي
- يحيى شاهين
- ثريا حلمي
- فاخر فاخر

## روابط خارجية
- مقالات تستعمل روابط فنية بلا صلة مع ويكي بيانات